# Peter Abbay
Peter Abbay, vlastním jménem Peter Martin Jewitt (* 3. květen 1966, New York, USA) je americký herec, který se proslavil v americké televizní soutěži Deal or No Deal v roli bankéře.

## Kariéra
Nepřehlédli ho poté tvůrci některých amerických seriálů, kteří ho obsadili do menších rolí. Mezi tyto seriály patří například Dr.House či Another World a byl i členem štábu show Punk´d, ve které si herec Ashton Kutcher dělá legraci ze známých osobností (podobné českému Hogo Fogo s Hanou Zagorovou a Štefanem Margitou). Účinkoval také v americkém nezávislém filmu Manhattan Minutiae.
Vůbec poprvé se před televizní kamerou objevil již v roce 1981, konkrétně ve snímku Ms. 45.

## Filmografie

### Filmy
- 1981 Ms. 45
- 2006 Manhattan Minutiae, Last stop for Paul, Truth be Told
- 2011 The Death & Life of Eddy Betsco

### Seriály
- 1996 - 1999 Another World
- 2005 Punk´d, My Crazy Life, Dr. House
- 2006 Help Me Help You
- 2007 Deal or no Deal